# Prosena macropus
Prosena macropus là một loài ruồi trong họ Tachinidae.